# Pecínov (Nové Strašecí)
Pecínov je osada, část města Nové Strašecí v okrese Rakovník ve Středočeském kraji. V roce 2011 zde trvale žilo 216 obyvatel.

## Historie
První písemná zmínka o vesnici pochází z roku 1579. Po druhé světové válce osada Pecínov zanikla kvůli těžbě lupku a zachovala se pouze její horní část. Ta však není původní a nebyla s dolní částí ani urbanisticky propojena, vznikla až ve třicátých letech 19. století.

## Obyvatelstvo
| Rok            | 1869 | 1880 | 1890 | 1900 | 1910 | 1921 | 1930 | 1950 | 1961 | 1970 | 1980 | 1991 | 2001 | 2011 | 2021 |
| -------------- | ---- | ---- | ---- | ---- | ---- | ---- | ---- | ---- | ---- | ---- | ---- | ---- | ---- | ---- | ---- |
| Počet obyvatel | 644  | 824  | 790  | 787  | 915  | 574  | 854  | 405  | 626  | 206  | 182  | 160  | 164  | 216  | 218  |
| Počet domů     | 73   | 127  | 127  | 123  | 135  | 154  | 177  | 120  | 120  | 63   | 63   | 65   | 64   | 72   | 74   |